# La Rinconada (Michoacán)
La Rinconada es una localidad del estado mexicano de Michoacán. Es parte del municipio de Zamora.

## Demografía
| Gráfica de evolución demográfica |
|                                  |

| Censo | Población |
| ----- | --------- |
| 1900  | 233       |
| 1910  | 553       |
| 1921  | 520       |
| 1930  | 463       |
| 1940  | 618       |
| 1950  | 849       |
| 1960  | 966       |
| 1970  | 1420      |
| 1980  | 1898      |
| 1990  | 2796      |
| 2000  | 3445      |
| 2010  | 4155      |
| 2020  | 4555      |